# Juan Barinaga
Juan Ignacio Barinaga (Rosario, 10 ottobre 2000) è un calciatore argentino, difensore del Boca Juniors.

## Caratteristiche tecniche
Gioca come terzino destro.

## Carriera
Barinaga è cresciuto nel settore giovanile del Belgrano ed ha firmato il suo primo contratto professionistico nel giugno del 2019. Ha debuttato in prima squadra il 7 settembre 2019 nell'incontro di Primera B Nacional pareggiato 1-1 contro il Deportivo Morón ed il 5 dicembre 2020 ha segnato il suo primo gol in carriera, nel successo per 3-0 sull'Independiente Rivadavia.

## Statistiche

### Presenze e reti nei club
Statistiche aggiornate al 19 febbraio 2025.
| Stagione            | Squadra             | Campionato          | Campionato | Campionato | Coppe nazionali | Coppe nazionali | Coppe nazionali | Coppe continentali | Coppe continentali | Coppe continentali | Altre coppe | Altre coppe | Altre coppe | Totale | Totale | Totale |
| Stagione            | Squadra             | Comp                | Pres       | Reti       | Comp            | Pres            | Reti            | Comp               | Pres               | Reti               | Comp        | Pres        | Reti        | Pres   | Reti   |        |
| ------------------- | ------------------- | ------------------- | ---------- | ---------- | --------------- | --------------- | --------------- | ------------------ | ------------------ | ------------------ | ----------- | ----------- | ----------- | ------ | ------ | ------ |
| 2019-2020           | Belgrano            | PBN                 | 5          | 0          | -               | -               | -               | -                  | -                  | -                  | -           | -           | -           | 5      | 0      |        |
| 2020                | Belgrano            | PBN                 | 7          | 1          | -               | -               | -               | -                  | -                  | -                  | -           | -           | -           | 7      | 1      |        |
| 2021                | Belgrano            | PBN                 | 21         | 1          | CA              | 0               | 0               | -                  | -                  | -                  | -           | -           | -           | 21     | 1      |        |
| 2022                | Belgrano            | PBN                 | 16         | 1          | CA              | 0               | 0               | -                  | -                  | -                  | -           | -           | -           | 16     | 1      |        |
| 2023                | Belgrano            | PD                  | 19         | 0          | CA+CdL          | 1+15            | 0+3             | -                  | -                  | -                  | -           | -           | -           | 35     | 3      |        |
| gen.-ago. 2024      | Belgrano            | PD                  | 9          | 1          | CA+CdL          | 1+13            | 1+1             | CS                 | 8                  | 0                  | -           | -           | -           | 31     | 3      |        |
| Totale Belgrano     | Totale Belgrano     | Totale Belgrano     | 77         | 4          |                 | 30              | 5               |                    | 8                  | 0                  |             | -           | -           | 115    | 9      |        |
| ago.-dic. 2024      | Boca Juniors        | PD                  | 8          | 0          | CA+CdL          | 2+0             | 0               | CS                 | -                  | -                  | -           | -           | -           | 10     | 0      |        |
| 2025                | Boca Juniors        | PD                  | 3          | 0          | CA              | 0               | 0               | CL                 | 1                  | 0                  | Cmc         | -           | -           | 4      | 0      |        |
| Totale Boca Juniors | Totale Boca Juniors | Totale Boca Juniors | 11         | 0          |                 | 2               | 0               |                    | 1                  | 0                  |             | -           | -           | 14     | 0      |        |
| Totale carriera     | Totale carriera     | Totale carriera     | 88         | 4          |                 | 32              | 5               |                    | 9                  | 0                  |             | -           | -           | 129    | 9      |        |

## Palmarès

### Club

#### Competizioni nazionali
- Primera B Nacional: 1

Belgrano: 2022